# Фединський Петро
Петро Фединський — американський журналіст, теле- і радіоведучий, перекладач. Протягом понад 30-річної кар'єри в «Голосі Америки» висвітлював події в Сполучених Штатах та цілому світі. Першим зробив переклад повного видання шевченківського «Кобзаря» англійською мовою.

## Біографія та діяльність

### Дитячі та юнацькі роки
Народився у 1951 в сім'ї українських емігрантів зі Станиславова (Івано-Франківська). Батько займався бухгалтерською справою в одному із підприємств у Клівленді, шт. Огайо, і водночас очолював Український музей-архів. Став автором «Бібліографічного покажчика української преси поза межами України». Мати була домогосподаркою. І саме їй Петро віддає належне у плеканні в сім'ї української свідомості та любові до української культури та традицій: «Петре, мені байдуже, ким ти будеш у житті. Будь батяром… але українським батяром!»
У Клівленді ходив до української середньої школи, був членом скаутської організації «Пласт» і брав активну участь у правозахисному русі при видавництві «Смолоскип» під керуванням Осипа Зінкевича.
У 1969 році поступив до штатного університету в місті м. Боулінг Ґрін, штат Огайо, на факультет німецької мови. На другому курсі навчався в Зальцзбурзькому університеті в Австрії, а частину останнього — в місті Сан-Пауло, Бразилії.
Наприкінці 70-х переїхав до Вашингтону, де продовжував українську справу. Як господар дому св. Софії у Вашингтоні, влаштовував дні відкритих дверей — щодватижні збирав українську професійну молодь, де у невимушеній атмосфері спілкувалися, веселилися, зміцнювали дружні стосунки і де навіть утворилося кілька подружніх пар! По суті, зібрання у домі св. Софії стали тією соціальною мережею, яка із часом дала поштовх для політичного руху у Вашингтоні.

### «Голос Америки»

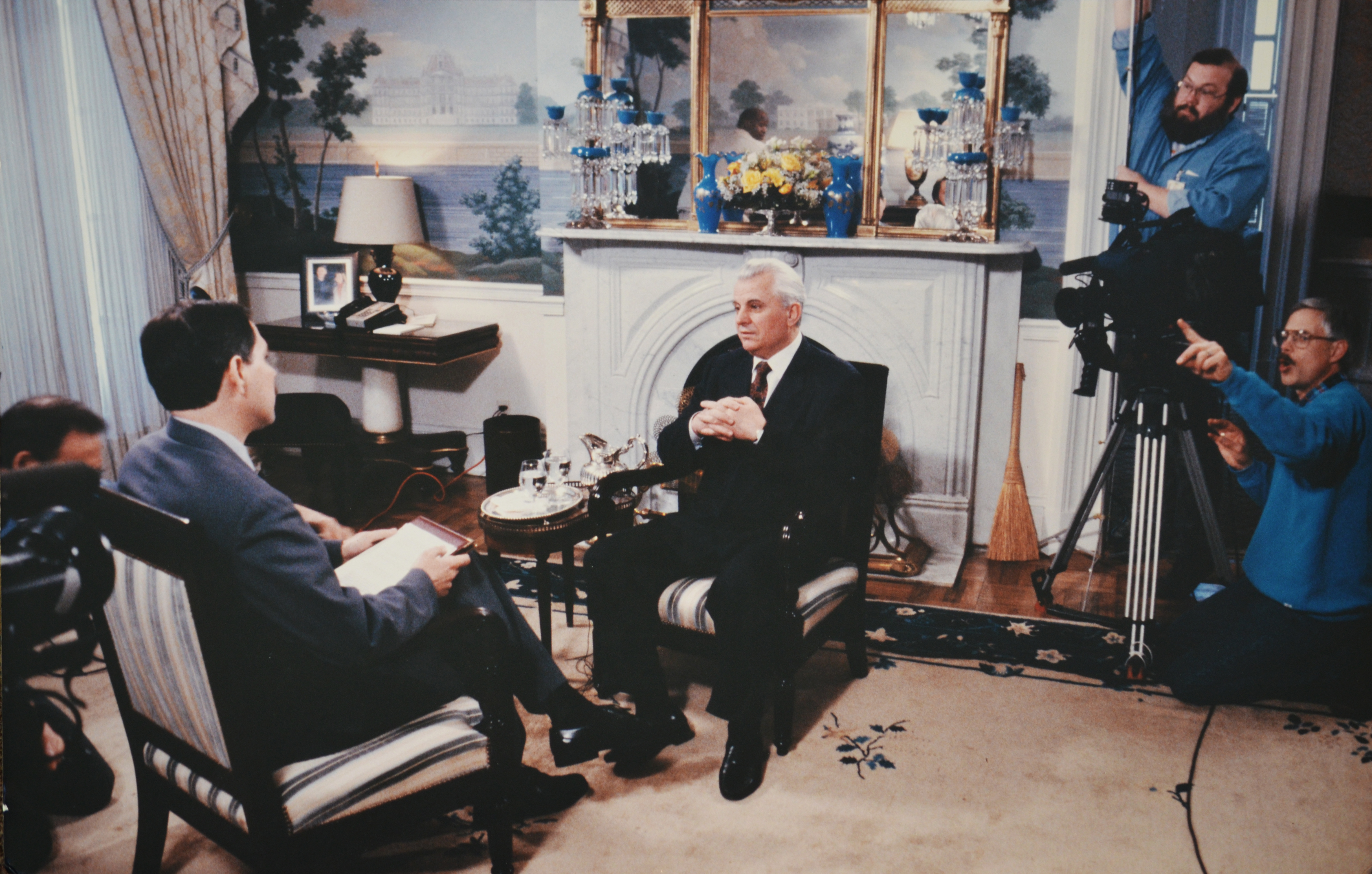
Інтерв'ю з президентом Кравчуком у березні 1994 р. у Вашингтоні

Кар'єру журналіста розпочав у 1978 році в українській редакції радіостанції «Голосу Америки», де писав, складав та вів щотижневі молодіжні та музичні програми. Подорожував чотирма республіками колишнього СРСР із виставкою Інформаційного Агентства США. У складі англомовної редакції новин «Голосу Америки» висвітлював події розпаду комуністичної системи 1988–1991 років. Понад 11 років вів телевізійну програму «Вікно в Америку», яку і дотепер щотижня транслюють в Україні. Працював у Москві головою відділу «Голосу Америки», а завершив журналістську кар'єру в Нью-Йорку.
Багато років займається перекладами з англійської та української мовами для Державного департаменту США та інших організацій. Неодноразово був викликаний для синхронних перекладів осіб найвищого рівня. У 1990 році склав англо-український словник комп'ютерних термінів, який було опубліковано Університетом Альберти в Канаді. У складі штатного працівника видавництва «Смолоскип», редагував фотографії для серії «Українські олімпійські чемпіони». Загалом відзняв тисячі фотографій з життя української громади в Америці, Радянської України, а також з архітектури українських церков в Сполучених Штатах, що зберігаються зараз в Українському музеї-архіві в Клівленді.

### Переклад «Кобзаря»
Ідея перекладу «Кобзаря»  прийшла майже випадково наприкінці терміну праці у московському відділі. Проста вулична розмова із таджиком-будівельником примусила П. Фединського замислитися над долею людей, чи то в Росії, чи в Україні, саме коли він проходив мостом через ріку Москву неподалік пам'ятника Т. Шевченку. В той момент йому прийшло чітке усвідомлення та натхнення перекласти «Кобзар», який сьогодні також має актуальність, i працю над яким Петро розпочав того ж дня, a закінчив напередодні 200-річного ювілею народження поета.
Окремі поезії з «Кобзаря» вже неодноразово перекладалися на англійську та інші мови. Але в повному обсязі збірку вперше переклав саме П. Фединський. Він обрав верлібр, або вільний вірш, за формат свого перекладу, і постановив собі два правила: «передавати тільки оригінальне значення та тримати постійний ритм, що уможливив багатий словник англійської мови».
Завдяки повному перекладу на англійську мову, цей «шедевр ХІХ століття та національний [український] скарб став миттєво доступним широкій світовій аудиторії».